# 黒人

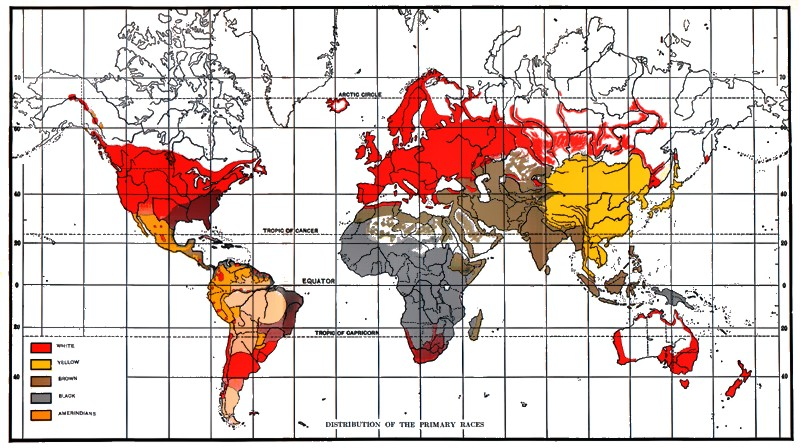
1920年の人種区分。
黒人。ネグロイドのほか、カポイド、パプア人、メラネシア人が含められている。

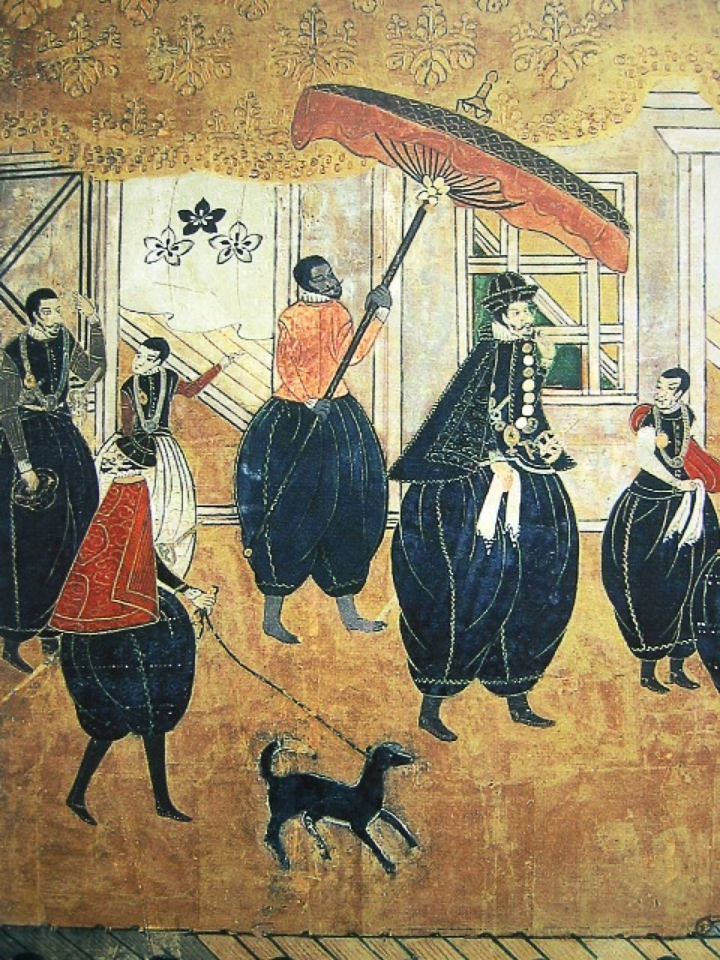
戦国時代、日本に到来したイエズス会員などの南蛮人たち。白人の他、黒人も描かれている。

アフリカ内における黒人分布の地図、大陸内の国の大規模な国は一概に「黒人」と分類されているが、この地域のすべての人々が同じ特性を持っているとは限らない。

黒人（こくじん）は、通俗的人種概念の一つで、肌の色が濃色で黒に近い人種の総称。黒色人種（こくしょくじんしゅ）。日焼けなどではなく、遺伝で肌の色が黒に近い。
過去の科学的人種主義でいうネグロイドの概念のほか、社会的、および文化的な定義も含まれる。「黒人」は、単なる肌の色にとどまらず、共有された歴史や経験、文化的表現にも焦点を当てている。

## 各地の黒人

### 日本
日本で、黒人の記録が見えるようになったのは、戦国時代のことである。当時、南蛮人と呼ばれたヨーロッパ人は、従者として東南アジアやアフリカの者を日本に連れてきていた。その数は決して少ないものではなかったとされる。天正遣欧少年使節がアフリカに赴いた時、一行は「今迄にもあの黒い者らが我々の方へ渡つて来るのを沢山に見た事はあるが」との感想を残している。当時、東南アジア人やアフリカ人は、肌が黒い人として、まとめて「黒坊」などと呼ばれていた。
戦国時代にイエズス会巡察師アレッサンドロ・ヴァリニャーノが連れて来たモザンビーク出身の黒人奴隷は弥助の名で織田信長が家臣に取り立てた。

### アメリカ合衆国
アメリカ合衆国では、「黒人」の同義語（あるいは政治的に正しい言い換え）として「アフリカ系 (African)」が使われる。この語は通常、「アフリカに出自を持つ」という文字どおりの意味では使われない。たとえば、北アフリカのアラブ人やベルベル人を祖先とする者はアフリカ系から除外される。
アメリカ合衆国では、「黒人」も「アフリカ系」も、単に人種的特徴を表すにとどまらず、奴隷の子孫という歴史と文化を共有した民族集団としての側面も持つ。
デブラ・ディッカーソンは、「黒人」や「アフリカ系」という語は、奴隷とその子孫に限定すべきだと主張している。したがって彼女の定義によれば、黒人初のアメリカ大統領であるバラク・オバマは黒人ではない。
1967年まで、いくつかの州では、先祖に一人でも黒人がいる者は黒人であるとする「ワンドロップ・ルール」があった。黒人と白人のハーフであるバラク・オバマやハル・ベリー、黒人のクォーターにすぎないタイガー・ウッズなどが黒人とみなされるのもこの影響があるとされる。

### オーストラリア
オーストラリアの先住民（アボリジニとトレス海峡諸島民）が黒人と呼ばれることがある。

### フランス
18世紀には奴隷黒人と解放黒人が存在したが、フランス革命下の1791年5月14日に布告された大法令で、両親が解放黒人で既婚者については、納税義務と市民権が付与され、植民地や聖堂区での集会への参加、就職の自由が認められるようになった。また翌年の3月24日の大法令にて、全ての奴隷黒人が解放され、解放黒人と同様の権利が与えられた。そして1794年2月4日に国民公会によってインドならびに米国の全フランス領において「黒人奴隷廃止令」が公布された。